# Gallus Jakob Baumgartner
Gallus Jakob Baumgartner, född den 16 oktober 1797 i Altstätten, kantonen Sankt Gallen, död den 12 juli 1869 i staden Sankt Gallen, var en schweizisk statsman. Han var far till Alexander Baumgartner.
Baumgartner studerade 1816 juridik i Wien, kom sedan till Ungern, men blev 1819 häktad i anledning av föregivet deltagande i politiska stämplingar och 1820 förvisad ur de österrikiska staterna. Han blev därpå föreståndare för statsarkivet i Sankt Gallen och 1825 medlem av stora rådet. Efter författningens omdaning, vari Baumgartner tagit mycket verksam del, invaldes han 1831 i det lilla rådet (regeringen) och blev även sin kantons första ombud i förbundsförsamlingen. Frisinnad till sina tänkesätt, röstade han för en reform av förbundsförfattningen och kantonen Basels avsöndrande samt undertryckandet av Sarnenförbundet. Emellertid avlägsnade han sig så småningom från det liberala partiet. I den aargauska klosterfrågan uttalade han sig, jämte största delen av Sankt Gallens stora råd, för återställandet av alla kloster. I anledning därav anfallen av sina tidigare politiska vänner, utträdde han 1841 ur såväl stora som lilla 
rådet och bibehöll endast sin ställning som ombud i förbundsförsamlingen; sedermera uppgav han likväl även denna. 
Han ägnade sig nu åt sin juridiska praktik och publiciteten. Redan 1843 valdes han dock åter till förste medlem av det lilla rådet. I överensstämmelse med sin politiska omkastning uttalade han sig 1847 i en skrift, Die Jesuitenfrage und die Instruction von S:t Gallen, för jesuiterna och bekämpade lilla rådets förslag att använda vapenmakt mot "Sonderbundet". Efter reformen av den schweiziska förbundsförfattningen 1848 spelade Baumgartner ingen framstående politisk roll förrän 1857, då hans talanger för fjärde gången bragte honom in i ständerrådet, där han hade plats till 1860. Bland hans arbeten märks: Erlebnisse auf dem Felde der Politik (1846), Die Schweiz in ihren Kämpfen und Umgestaltungen von 1830–50 (1853–66) och Geschichte des schweizerichen Freistaats und Kantons S:t Gallen (2 band, 1868).